# Герб Кальєти (Мадейра)
Ге́рб Кальє́ти — офіційний символ містечка Кальєта (Мадейра), Португалія. Використовується як територіальний герб. У червоному щиті золотий голуб з розкритими крилами, символ Святого Духа. У главі щита — золоте проміння, внизу щита — золоті хмари. Щит увінчує срібна мурована містечкова корона з чотирма вежами.  Під щитом біла стрічка, на якій великими літерами напис португальською: «Calheta — Madeira» (Кальєта — Мадейра).  Офіційно затверджений 1990 року.  Святий Дух вважається патроном містечка.

## Галерея

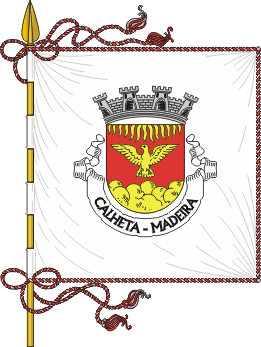
Прапор